# Ватанабэ, Титэцу
Титэцу Ватанабэ (яп. 渡邉智哲; 5 марта 1907, Урагавара (муниципалитет), Ниигата — 23 февраля 2020, Урагавара, Ниигата) — японский долгожитель. На момент смерти считался старейшим живущим мужчиной мира.

## Биография
Титэцу Ватанабэ родился 5 марта 1907 года в семье фермеров. После окончания сельскохозяйственной средней школы он отправился на Тайвань с работой в качестве сотрудника компании сахарного тростника. После Второй мировой войны Ватанабэ вернулся в Японию и стал работать в выездном агентстве. После выхода на пенсию он жил с семьёй своего сына до 108 лет, когда он переехал в дом престарелых.
Когда Ватанабэ было 107 лет, в ответ на вопрос о секрете своего долголетия он сказал, что помочь достичь его возраста может смех. Он также сказал, что нужно забывать плохие вещи и не сердиться.
5 марта 2019 года Титэцу Ватанабэ отметил свой 112-й день рождения. 1 июня 2019 года его возраст был подтверждён Геронтологической исследовательской группой. 12 февраля 2020 года был признан Книгой рекордов Гиннесса старейшим живущим мужчиной мира. Первоначально считалось, что он получил титул старейшего мужчины в мире после смерти Мосадзо Нонака, однако последующее подтверждение Томаса Пиналеса Фигерео означает, что он никогда не получал этого титула.
Титэцу Ватанабэ скончался 23 февраля 2020 года в возрасте 112 лет и 355 дней.